# Hieracium marchesonii
Hieracium marchesonii es una especie de planta con flor del género Hieracium, de la familia Asteraceae, orden Asterales.

## Distribución
Hieracium marchesonii se distribuye por Italia.

## Taxonomía
Fue descrita científicamente por Gottschl.